# Periguin
Das Periguin war eine Masseneinheit für Gold und Silber in Guinea. Das Benda im Goldhandel mit 45,891 Gramm weicht von dem Handelsgewicht-Benda ab. 
- 1 Periguin = 40 Ake = 2 ½ Unzen (guineische Gold-) = 1060,9 As (holländ.) = 50,99 Gramm
- 9 Periguin = 10 Benda
- 1 Goldunze = 16 Ake/Aki = 424,36 As (holländ.) = 20,396 Gramm
- 1 Ake/Aki = 26,52 As (holländ.) = 1,275 Gramm